# Автослалом

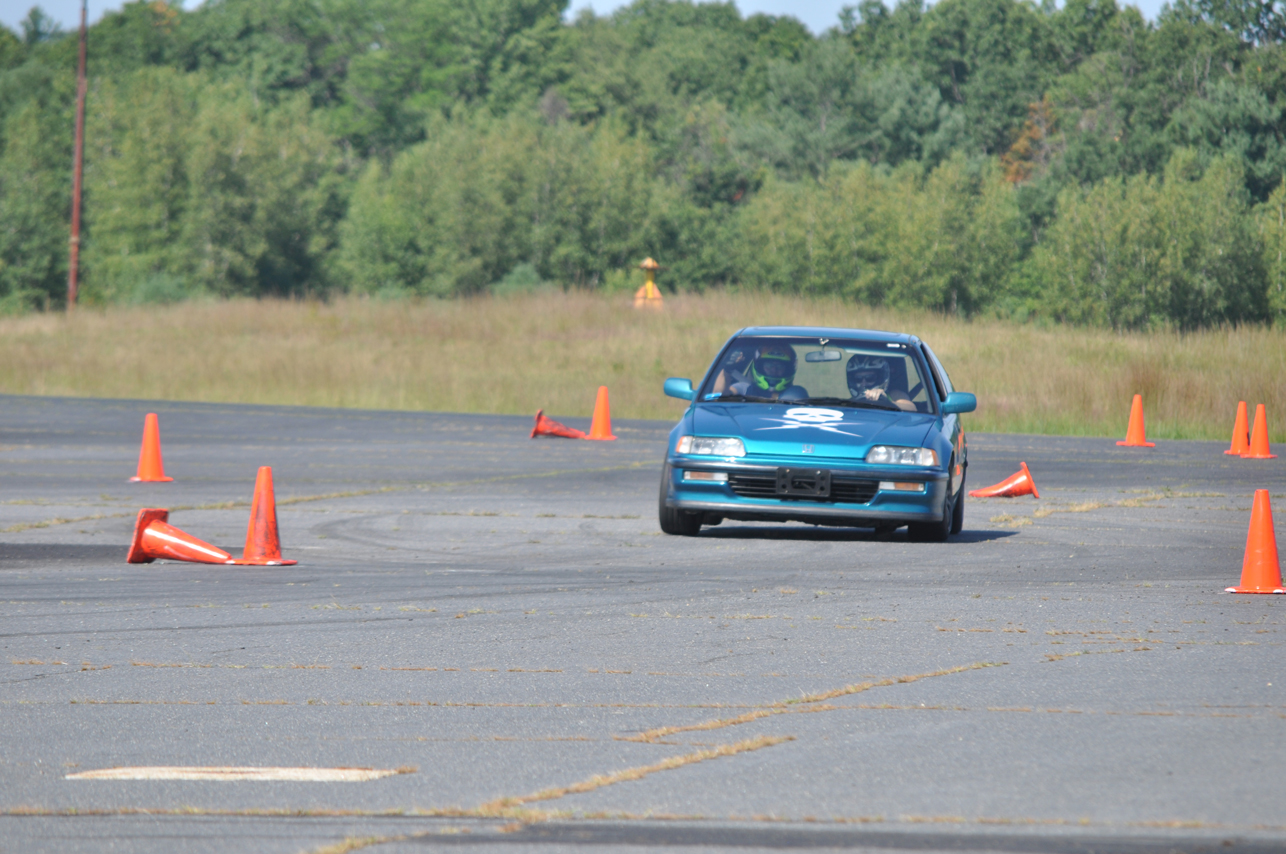

Автослалом (фигурное вождение, скоростное маневрирование, англ. autotesting, autosolo, autocross) — гонки на время по размеченной стойками (конусами, покрышками) территории со сложной трассой (крутые повороты, змейки, развороты на 180 градусов задним и передним ходом, и т. п.).

## Особенности
Водителю необходимо хорошо чувствовать габариты своего автомобиля, уметь маневрировать задним ходом, точно дозировать тягу на ведущих колёсах, выбирать самую лучшую траекторию движения, владеть приёмами стабилизации и скоростных разворотов. Благодаря низким скоростям и отсутствию твёрдых препятствий автослалом в основном проводится на серийных автомобилях (без каркасов безопасности), гонщик пристёгнут обычным трехточечным ремнём, иногда обязательным является наличие шлема. В современном автослаломе на трассе одновременно могут находиться как один, так и два автомобиля. В бывшем Советском Союзе его придумали для профессиональных гражданских водителей, чтобы стимулировать повышение навыков управления автомобилем. Для участников, причём не только спортсменов, а и простых любителей, разработали несколько типовых «фигурок», например, «бокс», «дворик» или «колодки», которые фактически воспроизводили наиболее проблемные случаи, возникающие в обычных городских условиях.

## Характер и цели соревнований
- Автослалом — это скоростное маневрирование на автомобилях с выполнением сложных элементов фигурного вождения в ограниченном пространстве.
- Участник соревнований старается пройти трассу за наименьший промежуток времени и с наименьшим количеством ошибок, за каждую из которых начисляется штрафное время.

## Трассы, фигуры и элементы
- Трассы соревнований для автослалома — это временные или стационарные площадки, части дорог общего пользования, другие объекты, с любым достаточно ровным покрытием и разложенной на ней фигурой соревнований.
- Фигура соревнований состоит из элементов, которые связаны между собой «подходами».
- Фигура на трассе обозначается маркерами (стойки, конусы, покрышки, прочее).
- Элементы автослалома делятся на обязательные, стандартные и нестандартные.

### Обязательные элементы автослалома
- «Старт» — важный элемент, который фиксирует реакцию спортсмена на сигнал светофора или команду судьи старта.
- «Финиш базой» — финальный элемент, который предусматривает полную остановку автомобиля на финише при условии, что линия финиша должна находится в «базе» (промежуток между передними и задними ступицами колес).

### Стандартные элементы автослалома
- «Эска» — элемент в виде латинской буквы «S»
- «Восьмерка» — элемент в виде полной или неполной цифры «8»
- «Звено» — элемент, полностью или частично воспроизводящий звено цепи.
- «Шпилька» — элемент в виде шпильки.
- «Змейка» — элемент, имитирующий змеиный «шаг». Змейка может быть прямой и разнесенной, или иметь признаки и прямой и разнесенной одновременно. «Шаг» змейки может быть одинаковым или сменным. Элемент считается змейкой, если включает как минимум четыре маркера с «шагом» от 7 до 15 м.
- «Гараж» — элемент, имитирующий заезд в гараж задним или передним ходом с различными способами выезда из него. Габариты гаража должны быть не меньше, чем 3х4 метра, для заезда задним и выезда передним ходом и не больше, чем 10х10 метров, для сквозного проезда с разворотом внутри на 180—360 градусов.
- «Ворота» — элемент, имитирующий заезд в ворота задним или передним ходом. Ширина ворот должна быть 3-4 метра.
- «Коридор» — элемент, имитирующий езду по коридору как передним, так и задним ходом. Коридор должен быть шириной не меньше трех и не больше четырёх метров.
- «Лабиринт» — элемент, имитирующий езду в лабиринте. Этот элемент имеет схожие черты со змейкой, но выполняется в ограниченном пространстве. Лабиринт имеет въезд и выезд шириной 3-4 метра и коридоры шириной пять-десять метров.
- «Подкова» — это выполнение поворотов и разворотов не больше чем на 360 градусов. Выполняется вокруг одного маркера.
- «Полицейский разворот» — скоростной переход из движения задним ходом в движение передним ходом. Выполняется как в ограниченном, так и в неограниченном пространстве.
- «Разворот контрабандиста» — скоростной переход из движения передним ходом к движению задним ходом. Выполняется как в ограниченном, так и не в ограниченном пространстве.
- «Бублик» — элемент, имитирующий скольжение по льду вокруг одного маркера с разворотом на 360 и более градусов.
- «Клумба» — элемент, имитирующий скольжение по льду вокруг квадратной, прямоугольной, круглой или иной формы клумбы на 360 и более градусов. Минимальные размеры этого элемента 5х5 метров.

### Нестандартные элементы автослалома
Нестандартные элементы автослалома — это элементы, которые не имеют признаков обязательных, стандартных и не являются подходами для выполнения элементов.
- «Подход» — промежуток между элементами (или заключительная часть предыдущего элемента, например последний пролёт «змейки»), достаточный для выполнения следующего элемента. Длина такого промежутка должна составлять не более 20 метров.